# 보츠와나의 역사
이 문서는 보츠와나의 역사에 관한 문서이다.

## 츠와나족의 대이동
원래 이 땅에 살던 민족은 코이산족이었다. 그러나 17세기부터 반투계의 소토족에 속한 츠와나족이 코이산족이 살던 땅에 이동했고 코이산족은 피지배층이 되고, 츠와나족이 지배층이 되었다. 보츠와나의 국명이 츠와나에서 유래된 것이다.

## 서양인의 진출
서양인이 이 곳을 탐험한 것은 1801년, 영국인에 의한 것이었다. 런던 선교회는 1813년부터 츠와나족에게 성공회를 전파하기 시작하였다(성공회는 지금도 영국의 국교이다).

## 줄루 왕국과 보어인의 침략
줄루 왕국의 세력 확장과 그 분파인 은데벨레족의 침략, 1835년부터 시작된 케이프타운 식민지의 보어인(농민이라는 네덜란드어)의 대이동, 보어인의 이동을 막으려는 영국군의 무단 사격이 계속되기도 하였다. 츠와나족과 리빙스턴도 영국 편에 협조하여 보어인에 강렬하게 저항했다.

## 금의 발견과 국경 문제
1867년, 타타 강 부근에서 금이 발견되어 1868년, 보어인의 트랜스발 공화국 정부는 같은 곳의 병합을 요구했으나 영국과 츠와나족은 거부했다. 1881년, 프리토리아 협정에서 트랜스발 공화국의 국경을 결정했으나 몇몇 추장들은 보어인과 연합하여 두 개의 작은 공화국을 세울 것을 선언, 영국인의 활동을 저지했다. 1884년, 런던 협정에 의해 트랜스발 공화국의 영토는 조금 늘어났으며 독일령 남서아프리카(지금은 나미비아)의 독일 제국과 함께 영국 세력을 압박하려 했다.

## 베추아날란드의 시작
그러나 1895년, 영국령 베추아날란드는 시작되었다. 이 중 일부는 케이프타운 식민지에 편입되었고, 일부는 로디지아(현 짐바브웨)로 통하는 철도를 베추아날란드 내에 부설하는 것을 승인했다.

## 남아프리카의 독립
1910년, 남아프리카 연방(현 남아공)이 영국으로부터 독립을 한 후 많은 노동자들이 남아프리카의 다이아몬드 광산으로 내보내졌다.

## 세레체 카마
남아프리카는 이를 영국의 보호령으로 병합을 것을 요구했으나 1935년, 영국은 츠와나족을 옹호했기 때문에 거부했다. 1948년 대추장의 후계 예정자인 세레체 카마는 영국 유학 중 백인 여성과 결혼하는 것을 싫어하여 영국에 의해 추방되었다.
세레체 카마를 지지하는 츠와나족이 여기에 불만을 품고 시위를 하였다. 그로부터 8년 후인 1956년, 영국은 세레체 카마의 귀국과 정치 활동을 허용하였다.

## 독립
1959년 제헌심의회가 열리고, 1960년 12월 헌법을 제정하였으며, 1965년 보통선거거 치러져 세레체 카마가 대통령으로 선출되었다. 1966년 9월 베추아날란드 보호령은 드디어 ‘보츠와나공화국’으로서 독립하기에 이르렀다.

## 독립 이후
1966년 9월 30일, 보츠와나 공화국이라는 명명 하에 영국령 베추아날란드로부터 독립을 달성하였다.
초대 대통령은 세레체 카마이며 1980년까지 대통령직을 지냈다. 2대 대통령인 퀘트 마시레는 1980년에서 1998년까지 대통령직을 지냈다.
마시르의 뒤를 이은 3대 대통령 페스투스 모가에는 1998년부터 보츠와나의 대통령직을 맡고 있다. 그는 보츠와나의 풍습을 현대의 맞게 고쳤으며 내정을 크게 개혁하였다.

## 같이 보기
- 아프리카의 역사
- 보츠와나의 정치